# Vuurtoren van Alki Point
Alki Point Light is een vuurtoren die zich in Alki Point bevindt, nabij de zuidelijke ingang van de Elliott Bay, in de Amerikaanse staat Washington. In 1887 werd voor het eerst op deze plek op een houten constructie door de United States Lighthouse Board een licht geplaatst. Enkele jaren later besloot men om het licht uit te breiden en een mistsignaal toe te voegen. Het octagonale gebouw was afgewerkt in 1913.
De vuurtoren is nu nog steeds in gebruik.